# 似鯡白鮭
似鯡白鮭，為輻鰭魚綱鮭形目鮭科的一種，為溫帶淡水魚，被IUCN列為易危保育類動物，分布於歐洲蘇格蘭Lomond湖流域，體長可達38公分，棲息在底中層水域，以甲殼類及昆蟲為食，生活習性不明。